# آلسیو کامپایاچی
آلسیو کامپایاچی (انگلیسی: Alessio Campagnacci؛ زادهٔ ۱۱ سپتامبر ۱۹۸۷) بازیکن فوتبال اهل ایتالیا است.
از باشگاه‌هایی که در آن بازی کرده‌است می‌توان به باشگاه فوتبال رجینا، باشگاه فوتبال پروجا، باشگاه فوتبال بنونتو، و باشگاه فوتبال روبور سیه‌نا اشاره کرد.
وی همچنین در تیم ملی فوتبال Italy U-21 Serie C بازی کرده‌است.